# Magnolia (magazine)
Pour les articles homonymes, voir Magnolia (homonymie).
Magnolia est un ancien magazine mensuel français de mangas, édité par la société Tonkam de décembre 2003 à janvier 2005.
Sur le principe des magazines japonais tels que Shônen Jump, Magnolia proposait chaque mois un ou deux chapitres de plusieurs shōjo de l'éditeur japonais Hakusensha, ainsi que quelques articles orientés mode, dessin, cuisine, culture, etc.

## Séries publiées
- La partie God Child de Comte Cain, de Kaori Yuki
- Les princes du thé, de Nanpei Yamada
- Les descendants des ténèbres, de Yoko Matsushita
- Elle et Lui - Kare Kano, de Masami Tsuda
- Parmi eux, de Hisaya Nakajo
- Okojo l'hermine racaille, d'Ayumi Uno